# Franklin Avenue Bridge
Die Franklin Avenue Bridge, offiziell F.W. Cappelen Memorial Bridge, ist eine Bogenbrücke in der Stadt Minneapolis im Bundesstaat Minnesota in den USA. Sie führt die Franklin Avenue über den Mississippi River.
Die 321 Meter lange Brücke besteht aus drei großen Bögen. Der mittlere weist eine Spannweite von 122 Meter auf, was bei Fertigstellung der Brücke 1923 ein Rekord war. Das Bauwerk wurde vom norwegisch-amerikanischen Stadtingenieur von  Minneapolis, Frederick W. Cappelen, entworfen, der zuvor bereits die Third Avenue Bridge gebaut hatte. Während des 1919 begonnenen Baus der Brücke verstarb Cappelen, weshalb sie offiziell nach ihm als F.W. Cappelen Memorial Bridge bezeichnet ist. Das Bauwerk wurde von seinem ebenfalls aus Norwegen stammenden Assistenten Kristoffer Olsen Oustad zu Ende geführt, der bereits beim Entwurf der Brücke beteiligt war.
Die Franklin Avenue Bridge wurde am 7. Dezember 1923 dem Verkehr übergeben und wird heute täglich von rund zehntausend Fahrzeugen benutzt. Bis 1940 verkehrte auch eine Straßenbahnlinie über die Brücke. Nach ihrem Bau wurde die Brücke vernachlässigt, weil man damals davon Ausging, dass die verwendeten Werkstoffe keinen Unterhalt benötigen. 1970 war sie in einem solch schlechten Zustand, dass sie für den Verkehr gesperrt werden musste. Nach einer dreijährigen Totalsanierung, bei welcher die Brücke bis auf die Bogen abgetragen wurde, konnte sie 1973 wieder in Betrieb genommen werden. Bei der Sanierung stellte sich heraus, dass die Brücke überdimensioniert ist, weshalb bei der Renovation nur noch halb so viele Steher, wie bei der ursprünglichen Brücke verwendet wurden und die Fahrbahnplatte trotzdem verbreitert werden konnte. Die Brücke wies 2011 wieder starke Abplatzungen an den Pfeilern auf.
An der Stelle der heutigen Franklin Bridge wurde bereits 1889 eine Brücke errichtet, welche von Fuhrwerken und Fußgängern benutzt werden konnte. Sie wurde vor dem Bau der neuen Brücke wieder abgetragen, die Fundamente der Pfeiler sind aber unterhalb der heutigen Brücke noch sichtbar.